# Konventionen om minimiålder i arbete till sjöss
Konventionen om minimiålder i arbete till sjöss (ILO:s konvention nr 7 angående minimiålder i arbete till sjöss, Convention Fixing the Minimum Age for Admission of Children to Employment at Sea) är en konvention som antogs av Internationella arbetsorganisationen (ILO) den 19 juli 1920 i Genève. Konventionen förbjuder, med vissa undantag, personer under 14 år att arbeta till sjöss. Konventionen består av 12 artiklar.

## Ratificering
Konventionen har ratificerats av 53 länder, varav 52 länder har sagt upp den i efterhand. Den enda stat där konventionen fortfarande är i kraft är Saint Lucia.